# ماثيو أرمسترونغ
ماثيو أرمسترونغ (بالإنجليزية: Matthew Armstrong)‏ (1 يناير 1918 في المملكة المتحدة - 12 يوليو 1941) هو لاعب كرة قدم بريطاني (وحمل سابقاً جنسية المملكة المتحدة لبريطانيا العظمى وأيرلندا) في مركز نصف الجناح. لعب مع أستون فيلا ودارلينجتون إف سى.